# Öster-Märlingen
Öster-Märlingen är en sjö i Bräcke kommun i Jämtland och ingår i Ljungans huvudavrinningsområde. Sjön har en area på 0,973 kvadratkilometer och ligger 329 meter över havet. Sjön avvattnas av vattendraget Märlan (Tvärån).

## Delavrinningsområde
Öster-Märlingen ingår i det delavrinningsområde (695507-147647) som SMHI kallar för Utloppet av Öster-Märlingen. Medelhöjden är 383 meter över havet och ytan är 14,39 kvadratkilometer. Räknas de 4 avrinningsområdena uppströms in blir den ackumulerade arean 54,47 kvadratkilometer. Märlan (Tvärån) som avvattnar avrinningsområdet har biflödesordning 3, vilket innebär att vattnet flödar genom totalt 3 vattendrag innan det når havet efter 206 kilometer. Avrinningsområdet består mestadels av skog (78 procent). Avrinningsområdet har 0,96 kvadratkilometer vattenytor vilket ger det en sjöprocent på 6,7 procent.